# Edmond de Woodstock
Pour les articles homonymes, voir Edmond Plantagenêt (homonymie).
Titre
Comte de Kent
28 juillet 1321 – 19 mars 1330
(8 ans, 7 mois et 19 jours)
Edmond de Woodstock (5 août 1301 – 19 mars 1330), 1er comte de Kent, est le sixième fils d'Édouard Ier, roi d'Angleterre, et l'un des demi-frères d'Édouard II. Édouard Ier a initialement prévu d'accorder des terres à Edmond, mais lorsqu'il meurt en 1307, Édouard II ne suit pas les intentions de son père, en partie à cause des faveurs qu'il accorde à Pierre Gaveston. Edmond reste néanmoins fidèle à son frère et est créé comte de Kent en 1321. Il participe activement à l'administration du roi, tant dans les domaines militaire que diplomatique, et en 1322, aide son frère à écraser la rébellion des barons. Le mécontentement vis-à-vis du roi ne cesse pourtant de croître, et Edmond en est peu à peu affecté. Les divergences entre le roi et son frère sont principalement dues à la préférence qu'accorde Édouard II à ses nouveaux favoris, Hugues le Despenser père et fils. 
En 1326, Edmond rejoint la rébellion conduite par la reine Isabelle et Roger Mortimer, qui aboutit à la déposition d'Édouard II. Néanmoins, Edmond ne s'entend pas avec le nouveau régime, et en 1330, il est arrêté alors qu'il projette une autre rébellion et exécuté. Une fois que le nouveau roi, Édouard III, atteint l'âge de gouverner et assume personnellement le contrôle du gouvernement, il annule les charges de trahison à l'encontre de son oncle. Le titre et les terres du comte de Kent sont rendus au fils aîné d'Edmond, Edmond de Kent. Bien qu'il soit officiellement exonéré des crimes qu'on lui a jadis reprochés, Edmond de Woodstock ne bénéficie pas d'une bonne réputation, ni de son vivant, ni après sa mort, à cause de ses tribulations politiques incertaines.

## Biographie

### Origines et premières années
Édouard Ier d'Angleterre a eu un grand nombre d'enfants avec sa première épouse, Éléonore de Castille, décédée en 1290, mais un seul fils survit jusqu'à l'âge adulte : le futur Édouard II. Après la mort d'Éléonore, le roi se remarie le 8 septembre 1299 avec Marguerite de France, avec laquelle il a deux fils : Thomas, né le 1er juin 1300 à Brotherton, et Edmond, né à Woodstock le 5 août 1301. Le roi a 62 ans lorsque Edmond naît. Fils du roi d'Angleterre, Edmond est aussi, par sa mère, petit-fils du roi de France Philippe III le Hardi. Bien que ne résidant pas avec ses deux derniers fils, Édouard Ier prend un grand intérêt dans l'éducation des princes et leur bien-être. Avant de mourir, le roi souhaite doter ses deux derniers fils en terres, afin de leur permettre de maintenir leur rang de membres de la famille royale. En août 1306, il signe une charte promettant à Edmond des terres dont le revenu annuel serait de 7 000 marcs, et en mai 1307, il élève cette rente à 8 000 marcs. Édouard a probablement l'intention de donner le comté de Norfolk à Thomas et le comté de Cornouailles, demeuré vacant après la mort sans descendant d'Edmond de Cornouailles en 1300, à Edmond. Le 7 juillet 1307, alors que Edmond a à peine six ans, le roi Édouard Ier meurt, laissant son fils aîné Édouard accéder au trône sous le nom d'Édouard II. 
Lorsque Édouard II monte sur le trône, il va à l'encontre des vœux de son père en accordant le comté de Cornouailles à son favori Pierre Gaveston. D'après la chronique Vita Edwardi Secundi, cet acte est une grave insulte envers les jeunes frères du roi. Édouard II s'arrange néanmoins pour que son demi-frère reçoive un revenu. Des dons sont accordés à Edmond en 1315, puis en novembre 1319, lui assurant un revenu de 2,000 marcs par an,. Toutefois, la relation proche d'Édouard II avec Gaveston est toujours source de conflits à la cour, et l'exécution de Gaveston par un groupe de barons rebelles en 1312 manque de conduire le pays au bord de la guerre civile. Quand Edmond atteint l'âge adulte, il devient un membre important du cercle restreint qui bénéficie de la confiance d'Édouard. En 1318, au cours du traité de Leake mis en vigueur afin de réconcilier le roi et ses adversaires, Edmond — il s'agit alors de son premier acte public — est désigné comme l'un des témoins pour signer le traité. D'autres nominations au sein de l'administration royale suivent pour Edmond. Au début de 1320, il fait partie d'une ambassade auprès du pape Jean XXII en Avignon, où il a pour mission de faire absoudre le roi de son serment de respecter les ordonnances de 1311, mises en place par les barons pour limiter l'autorité royale. En juin de la même année, Edmond rejoint son frère à Amiens pour assister à l'hommage fait par Édouard II au roi de France Philippe V le Long. En octobre 1320, Edmond assiste à son premier Parlement. En mai 1321, Edmond reçoit le château de Gloucester, situé dans une position stratégique, et le 28 juillet suivant, est créé comte de Kent.

### Rôle au cours de la guerre civile
Les tensions entre les différentes factions politiques en Angleterre ne cessent de s'escalader pour aboutir en mai 1321 à l'éclatement de la guerre civile entre le roi et les barons rebelles. L'opposition baronniale provient du ressentiment envers les favoris du roi, Hugues le Despenser père et fils. Lorsque le Lord-intendant Bartholomew de Badlesmere fait défection dans le camp des barons, Édouard II nomme le 16 juin 1321 son jeune frère gouverneur des Cinq-Ports à sa place. Au Parlement d'août 1321, Edmond fait brièvement front avec l'opposition quand il approuve l'exil des Despenser, mais il affirme par la suite qu'il y a été forcé et est présent au mois de novembre suivant au conseil qui annule la décision d'exil. Furieux d'une telle audace de la part de ses vassaux, Édouard II rassemble ses plus proches alliés et prépare sa riposte face aux barons. Ainsi, son frère Edmond joue un rôle important dans la suppression de la rébellion. Dès le mois d'octobre 1321, Kent est une nouvelle fois employé contre Badlesmere, en prenant part au siège du château de Leeds dans le Kent, qui est en théorie détenu par Badlesmere mais dont le statut est alors incertain. Après que Leeds ait été forcé de capituler, les hostilités reprennent dans les Marches galloises, où le baron Roger Mortimer et d'autres prennent les armes et entrent en rébellion ouverte. Une fois que l'imposante armée royale lui fait face, Mortimer est obligé de se rendre en janvier 1322. 
L'attention du roi se tourne ensuite vers le leader de l'opposition, Thomas de Lancastre. Edmond, qui a pris part à la campagne des Marches, reçoit désormais l'ordre, avec le comte de Surrey, de s'emparer du château de Pontefract, bastion de Lancastre. Le 17 mars 1322, Lancastre est capturé après sa défaite à Boroughbridge et est amené à Pontefract. Kent fait partie du tribunal qui le condamne à mort pour haute trahison quelques jours plus tard. Même après la défaite de Lancastre, les intrigues des rebelles ne cessent pas. En effet, Edmond est chargé en janvier 1323 avec Despenser l'Aîné de reprendre le château de Wallingford, que des rebelles ont saisi pour en libérer les prisonniers. Il s'acquitte de cette tâche avec succès, en recapturant les rebelles Maurice de Berkeley et Hugh Audley. Pour sa loyauté, Kent est récompensé en recevant d'autres terres en Galles, auparavant détenues par Roger Mortimer. Il est également nommé shérif de Rutland et connétable du château d'Oakham en juillet 1322. Il obtient même la permission royale d'organiser un tournoi à Northampton en septembre 1323. La plus grande partie des terres confisquées par le roi revient cependant aux Despenser. En mars 1326, les Despenser père et fils ont respectivement des revenus de 3 800 et 7 000 livres, tandis que celui d'Edmond s'élève seulement à 1 570 livres, ce qui attise la convoitise et la jalousie du comte de Kent.

### Guerres en Écosse et en France
Une fois les conflits domestiques réglés, Édouard II tourne son attention vers l'Écosse, avec laquelle son royaume est en guerre depuis avant même son avènement au trône. Une campagne militaire majeure est organisée en août 1322 mais elle s'achève de manière catastrophique par la mise en déroute des Anglais à la bataille d'Old Byland le 14 octobre 1322. Édouard doit lui-même s'enfuir du champ de bataille pour éviter la capture et Edmond l'accompagne dans sa retraite à York,. L'incapacité du roi à gérer la situation écossaise devient évidente. Andrew Harclay, le tacticien qui a écrasé Lancastre à Boroughbridge et en récompense a été créé comte de Carlisle et nommé gardien des Marches écossaises, signe secrètement un traité de paix avec les Écossais sans l'autorisation du roi le 3 janvier 1323. Quand le roi apprend cela, il ordonne immédiatement l'arrestation de Harclay. Kent est l'un des juges qui dépouillent Harclay de ses fonctions et le condamnent à mort pour haute trahison le 3 mars suivant. Harclay éliminé, ses responsabilités pour défendre la frontière sont transmises à Kent, qui établit des troupes dans le Cumberland, le Westmorland et le Lancashire afin d'endiguer les incursions écossaises récurrentes. Mais la situation reste intenable et, le 30 mai 1323, Kent fait partie du conseil royal qui décide de négocier une trêve de treize ans avec l'Écosse.
Entretemps, les possessions du roi en France sont menacées par le roi Charles IV le Bel. Le roi de France demande que Édouard lui rende l'hommage pour le duché d'Aquitaine, tout en le menaçant de confisquer le duché, sous prétexte d'une dispute locale impliquant le prieuré de Saint-Sardos. En avril 1324, Edmond et Alexander de Bicknor, archevêque de Dublin, sont missionnés en France pour résoudre le problème aquitain. Tandis que certains historiens ont critiqué Edmond pour son échec à résoudre pacifiquement le litige de Saint-Sardos, d'autres sont enclins désormais à affirmer qu'il avait peu de marges de manœuvre. Constatant que la diplomatie est inefficace et que les Français s'apprêtent à attaquer, Édouard II attribue à Kent le poste de lieutenant du roi en France le 20 juillet 1324. Bien que le roi ait promis des renforts à son demi-frère, ceux-ci n'arriveront jamais. Au cours de la brève guerre qui suit, les territoires anglais sont rapidement conquis par les Français, commandés par l'habile Charles de Valois, et Kent est assiégé à La Réole dès la fin du mois d'août. Il tient la place jusqu'au 22 septembre 1324, date à laquelle il est obligé de se rendre et d'accepter une trêve de six mois,. Edmond garde néanmoins ses troupes mobilisées jusqu'à ce que la paix soit scellée par son frère Édouard.

### Déposition d'ÉdouardII
Le refus d'Édouard II de rendre l'hommage au roi de France pour mettre fin à la guerre de Saint-Sardos résulte certes du souci de la préservation de sa souveraineté royale mais est aussi dû à la crainte de la résurgence potentielle de la résistance des barons contre les Despenser s'il vient à quitter l'Angleterre pour la France. Pour cette raison, il envoie son épouse Isabelle négocier avec le roi Charles, qui est son frère. La reine part pour la France le 9 mars 1325 et est rejointe en septembre par son fils aîné, le prince héritier Édouard. Les négociations d'Isabelle sont couronnées de succès et il est décidé que le prince rendra l'hommage à la place du roi. Cette cérémonie a lieu le 24 septembre 1325. Peu après, Kent rejoint la reine et le prince à Paris. Un cercle d'opposition contre le roi se forme alors en décembre 1325 autour de la reine, auquel vient se joindre Mortimer, fugitif en France depuis son évasion de la Tour de Londres en 1323. Edmond, auparavant un soutien infatigable du régime de son demi-frère, rallie la cour en exil dirigée par la reine. Bien qu'il se méfie de Mortimer, sa haine pour les Despenser semble avoir été encore plus importante. Ignorant les ordres du roi qui lui demande de retourner en Angleterre, ses terres sont confisquées par la couronne en mars 1326.
En septembre 1326, Isabelle et Mortimer envahissent l'Angleterre avec une armée de mercenaires, dont Kent est l'un des commandants. L'invasion reçoit le soutien d'un grand nombre de membres de la noblesse anglaise, dont le frère d'Edmond, Thomas de Brotherton, ainsi que Henri de Lancastre, frère du comte Thomas exécuté en 1322. Edmond assiste aux procès des deux Despenser, condamnés respectivement à mort le 27 octobre et le 24 novembre. Le 26 octobre, il est présent lors de la désignation du jeune prince Édouard en tant que gardien du royaume et est membre du conseil qui assure la transition des pouvoirs entre Édouard II, capturé en Galles et incarcéré à Kenilworth, et son fils. Le roi abdique le 20 janvier 1327 en faveur de son fils, aussitôt proclamé roi sous le nom d'Édouard III. Ce dernier est, à quatorze ans, encore sous la coupe de sa mère et de Mortimer. Il est assisté d'un conseil de régence présidé par le comte de Lancastre et auquel est également présent Kent. Celui-ci reçoit en récompense de son aide à renverser Édouard II les terres auparavant détenues par Despenser l'Aîné ainsi que par Edmond FitzAlan, comte d'Arundel. À l'été 1327, il est envoyé avec le comte de Lancastre sécuriser le nord du royaume face aux incursions écossaises,. Ils sont incapables d'empêcher l'invasion menée par James Douglas qui met en déroute l'armée royale à Stanhope Park. Kent, à la suite de cet échec, laisse rapidement la garde du nord à Lancastre.

### Complots contre les régents et exécution
Le comte de Kent ne tarde pas à entrer en dissension avec la reine-mère et Mortimer, qui officient tous deux en tant que régents du jeune Édouard III. Dès juillet 1327, Kent s'absente à une séance du conseil de régence à York. La brouille entre Edmond et Roger Mortimer émerge véritablement peu après décembre 1327, date à laquelle est inhumé à Gloucester l'ancien roi Édouard II, mort dans de mystérieuses circonstances trois mois auparavant au château de Berkeley alors qu'il était entre les mains de sbires de Mortimer. En octobre 1328, l'Angleterre est de nouveau aux bords de la guerre civile. Lancastre refuse d'assister au Parlement et réunit à Winchester ses troupes contre Isabelle et Mortimer. Il est rejoint par Kent ainsi que Thomas de Brotherton en décembre. En janvier 1329, les forces d'Isabelle, sous le commandement de Mortimer, s'emparent des forteresses de Lancaster, de Leicester et de Bedford : Isabelle et Édouard III marchent rapidement vers le nord. Lancastre se livre finalement à la merci du roi lorsqu'il apprend que les comtes de Kent et de Norfolk l'ont abandonné,. Après sa participation à la rébellion de Lancastre, Edmond devient moins populaire à la cour et se rend en Avignon auprès du pape en juin 1329. Il n'est pourtant pas en disgrâce, puisqu'il est chargé en février 1330 d'escorter la reine Philippa de Hainaut, la jeune épouse d'Édouard III, à son couronnement. Ses apparitions à la cour se font ensuite de moins en moins fréquentes. 
Le comte de Kent est peu après démasqué dans un complot visant prétendument à restaurer Édouard II sur le trône, que la rumeur dit toujours vivant et emprisonné sur ordre des régents au château de Corfe,. Il a été plus tard révélé que Mortimer avait délibérément mis en place ce piège pour faire croire à Kent que le roi déchu était toujours vivant, afin de se débarrasser de lui. De nombreux prélats et barons, dont son beau-frère Thomas Wake, se retrouvent impliqués dans la conspiration du comte. Edmond est promptement arrêté et jugé par le Parlement, convoqué à Winchester au milieu du mois de mars 1330. Condamné à mort pour haute trahison, il fait appel à la clémence du roi en proposant de marcher de Winchester à Londres avec une corde nouée autour du cou en signe de soumission. Pressé par les régents et craignant sans doute pour sa propre vie, Édouard III semble avoir accepté avec une très grande réticence l'exécution de son oncle. Il y a une telle opposition à son exécution, fixée à l'aube du 19 mars, qu'elle est reportée de cinq heures, car personne ne veut l'exécuter — tout d'abord en raison de son rang de membre de la famille royale et, par ailleurs, parce que l'accusation, prononcée si vite, semble fort douteuse. Un meurtrier accepte finalement de décapiter l'oncle du roi en échange de sa propre grâce. Kent est inhumé le 31 mars 1330 dans l'église des frères dominicains de Winchester.

## Postérité
L'exécution du comte de Kent résonne comme un avertissement à tous ceux qui voudraient s'élever contre le régime des régents. Désormais, Isabelle et Mortimer se sont aliéné les barons qui les avaient regardés comme des libérateurs en 1326. Mécontent de l'exécution de son oncle, qu'il n'a pas pu empêcher, le roi planifie la chute des régents, soutenu en ce sens par le comte de Lancastre. Le 19 octobre 1330, le roi et les troupes de Lancastre investissent le château de Nottingham, où se sont réfugiés Isabelle et Mortimer. Jugé coupable notamment d'avoir précipité l'assassinat judiciaire de Kent, Mortimer est pendu au gibet de Tyburn le 29 novembre. Avant son exécution, il aurait confessé que le comte de Kent avait été victime d'une affreuse machination et que la sentence prononcée à son égard était injuste. Les charges de trahison contre Edmond sont annulées par le Parlement en décembre 1330 et, ainsi, son fils aîné Edmond peut immédiatement hériter du comté de Kent,. Le corps d'Edmond de Woodstock est déplacé dès l'année 1331 dans la cathédrale de Westminster. Sa veuve Marguerite Wake et ses enfants sont par la suite traités comme des membres de la famille royale. Leur fille Jeanne épousera même en 1361 son cousin Édouard de Woodstock, fils aîné et héritier du roi Édouard III.
Les points de vue concernant Edmond de Woodstock demeurent encore mitigés. Même si ses actions ont été louées par les chroniqueurs contemporains Henry Blaneford et Jean Froissart, le comte de Kent n'a été populaire ni de son vivant, ni après sa mort, vraisemblablement à cause de ses incessants retournements d'alliances politiques. Sa retenue suivait son comportement erratique, s'emparant ainsi de vivres dans ses propres possessions et n'offrant que de très faibles compensations en retour, et ne manquait pas de provoquer l'indignation du peuple. Plusieurs contemporains n'ont de ce fait pas hésité à considérer Kent comme un homme impulsif, faible et crédule, dont la naïveté a conduit à la mort. En revanche, il est prouvé que Edmond a fait preuve d'une immense loyauté envers son frère Édouard II, malgré le peu de récompenses et de reconnaissance que celui-ci lui a accordées en retour. Kent lui est demeuré fidèle au-delà de sa destitution en 1327 et, même s'il a pris part à sa chute, il est davantage plausible qu'il ait simplement cherché à évincer définitivement les Despenser.

## Descendance
Edmond reçoit une dispense papale en octobre 1325 pour pouvoir épouser Marguerite Wake, fille du baron John Wake. Le mariage a lieu aux alentours de la Noël 1325 à Blisworth, dans le Northamptonshire. Leur union produit quatre enfants :
| Nom                         | Date de naissance         | Date de décès           | Notes |
| --------------------------- | ------------------------- | ----------------------- | --- |
| Edmond, 2e comte de Kent    | vers 1326                 | avant le 5 octobre 1331 | Mort sans union, ni descendance.                                                                               |
| Jeanne, 4e comtesse de Kent | 29 septembre 1326 ou 1327 | 7 août 1385             | Épouse (1) Thomas Holland, (2) William Montagu, (3) Édouard de Woodstock                                       |
| Marguerite de Kent          | vers 1328                 | avant décembre 1352     | Fiancée à Arnaud-Amanieu d'Albret, le mariage ne se concrétise pourtant pas. Morte sans union, ni descendance. |
| Jean, 3e comte de Kent      | 7 avril 1330              | 26 décembre 1352        | Épouse Isabelle de Juliers. Mort sans descendance.                                                             |

## Dans la fiction
Edmond est un personnage de la suite historique Les Rois maudits, écrite par Maurice Druon. Il apparaît dans les tomes 5 et 6, intitulés La Louve de France et Le Lis et le Lion. Kent est interprété par Eric Kruger, dans la première adaptation télévisée, en 1972.